# Ермекеевский сельсовет
Ермекеевский сельсовет — муниципальное образование в Ермекеевском районе Башкортостана.

## История
Согласно «Закону о границах, статусе и административных центрах муниципальных образований в Республике Башкортостан» имеет статус сельского поселения.
В 2008 году объединён с Абдулкаримовским и Семено-Макаровским сельсоветами.

## Население
| 2002 | 2009  | 2010  | 2012  | 2013  | 2014  | 2015  | 2016  | 2017  |
| ---- | ----- | ----- | ----- | ----- | ----- | ----- | ----- | ----- |
| 4808 | ↗5095 | ↘4754 | ↘4709 | ↗4714 | ↘4703 | ↗4730 | ↘4711 | ↘4704 |

## Состав сельского поселения
| № | Населённый пункт | Тип населённого пункта       | Население |
| - | ---------------- | ---------------------------- | --------- |
| 1 | Ермекеево        | село, административный центр | ↗4107     |
| 2 | Абдулкаримово    | село                         | ↘478      |
| 3 | Семено-Макарово  | село                         | ↗332      |
| 4 | Васильевка       | село                         | ↘7        |